# 多變去氧核糖核酸病毒域
多變去氧核糖核酸病毒域（學名：Varidnaviria）又名多變DNA病毒域，是國際病毒分類委員會2020年版分類中所設立的6個病毒域（Realm）之一，包含了一群主要衣殼蛋白具有果凍卷結構的DNA病毒，如天花病毒、腺病毒均属於本域。

## 分類
本域包含兩個界如下：
- 班福病毒界 Bamfordvirae ：具有雙果凍卷結構
- 海尔维蒂病毒界 Helvetiavirae ：具有單果凍卷結構

## 外部連結
- International Committee on Taxonomy of Viruses (ICTV) （页面存档备份，存于）